# Antena Monumental
Antena Monumental es un monumento ubicado en Plaza Italia sobre costanera norte, en la zona portuaria (Salto, Uruguay). En 2008 fue declarado Monumento Histórico de Salto por la Comisión Honoraria del Patrimonio Histórico de Salto.

## Construcción
Esta antena, idea del profesor Pedro Dalbono fue elaborada en Italia, con la dirección del escultor Edmundo Prati. Fue construida como homenaje de inmigrantes italianos, integrantes de la Sociedad Italiana: "Unione e Benevolenza" en  un intento de destacar su ingreso a la ciudad por este lugar; en agradecimiento al país y la ciudad. En el interior del mástil se almacena una bandera italiana muy amplia que ondeó el 18 de julio de 1830.

## Características
Mide de alto 27,50 metros. Consta de una parte realizada en bronce de 4,30 metros. Está apoyada sobre una base que cuenta con cien trozos de piedra granito, que simbolizan los años transcurridos desde la declaración de la soberanía de Uruguay hasta julio de 1930. En su etapa inicial tenía instalado un faro con 2000 lámparas y se extendía una bandera de doce metros de largo, elaborada en Milán. En las fechas conmemorativas de los italianos se iza la bandera italiana.
Esta obra se realizó en 1930 como muestra de la adhesión a los cien años de vida constitucional del Uruguay por la colonia italiana de Salto.

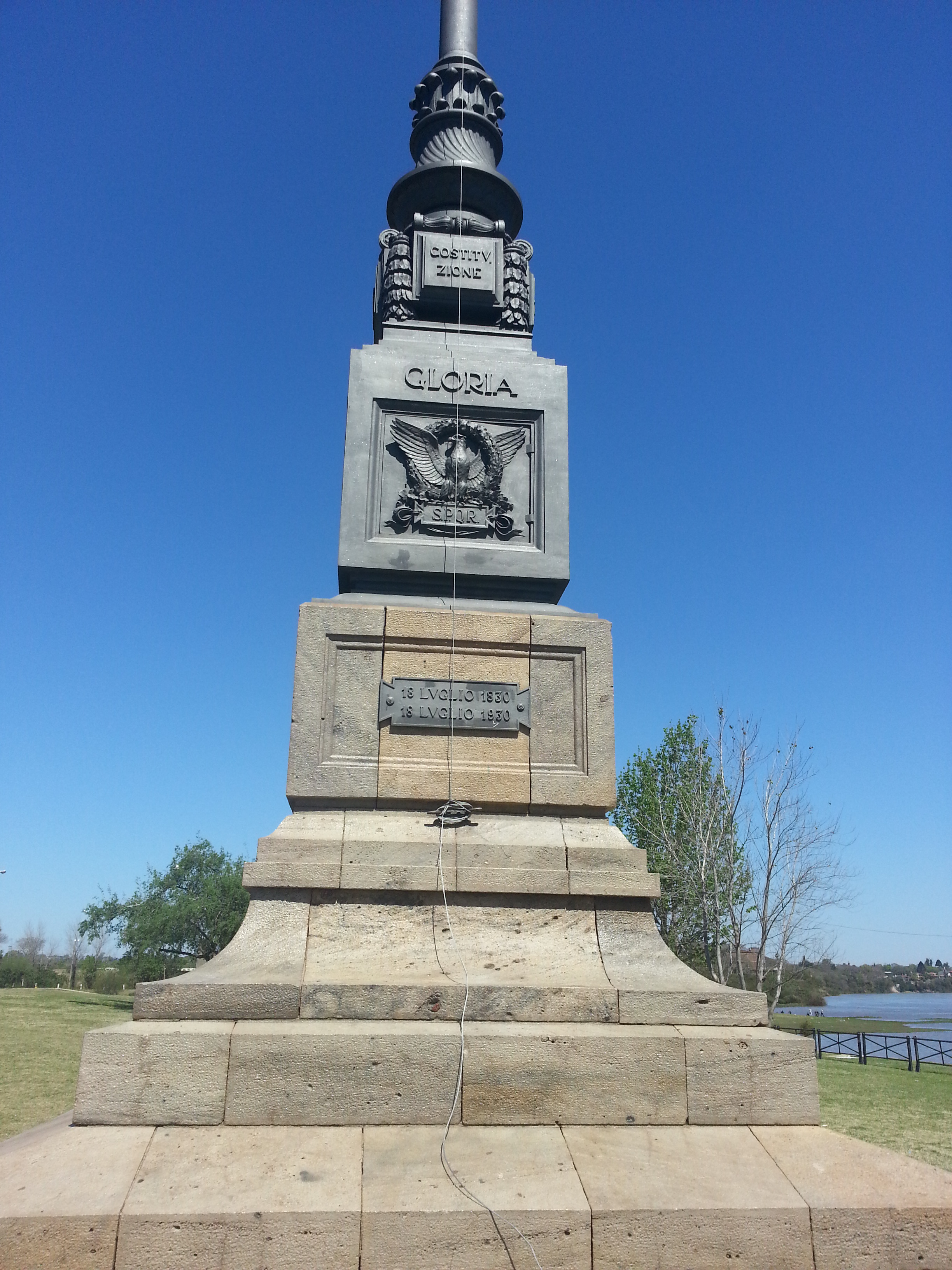
Ubicada en Salto, en Plaza Italia, en zona portuaria
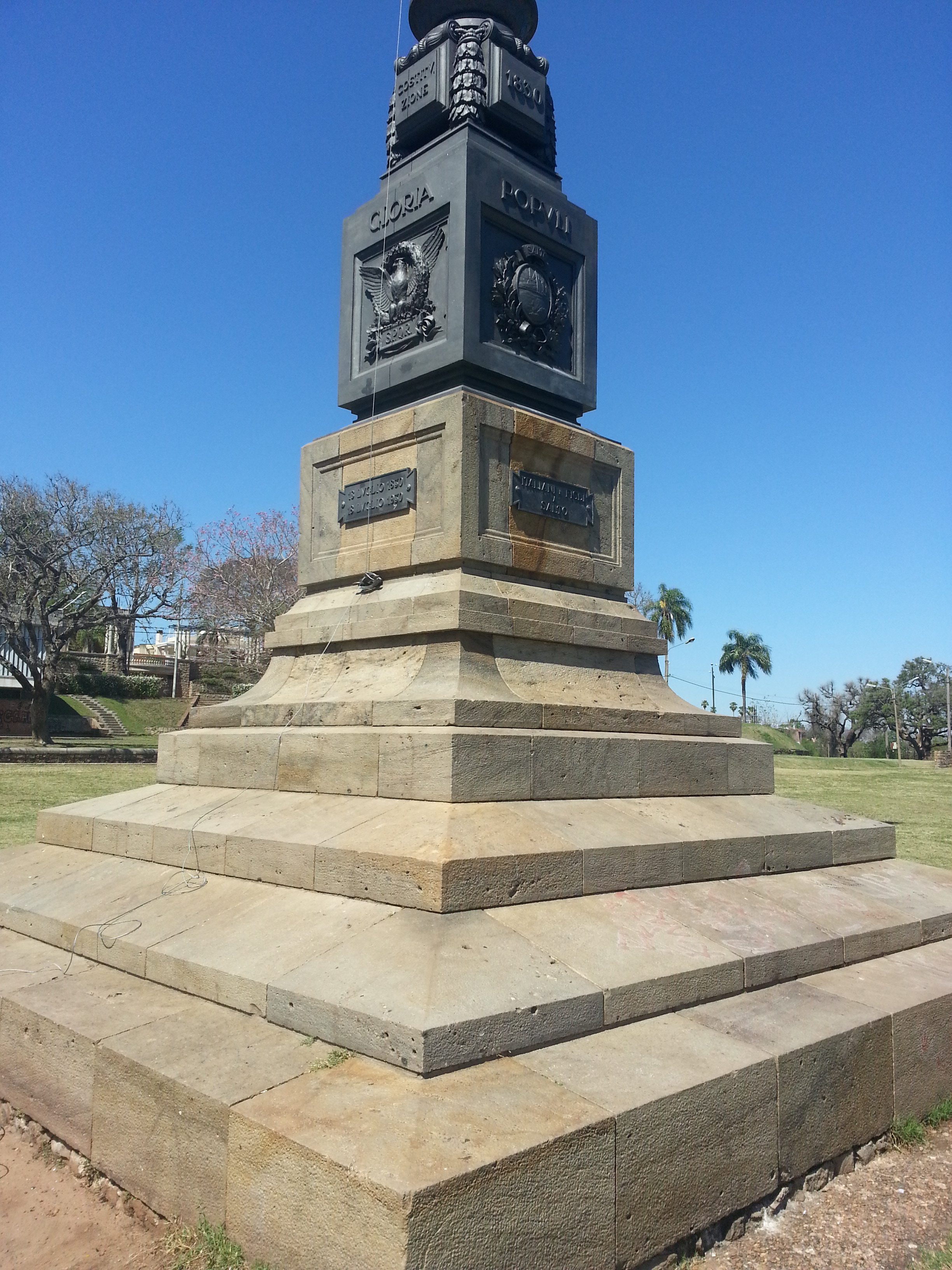
Ubicada en Salto, en Plaza Italia, en zona portuaria
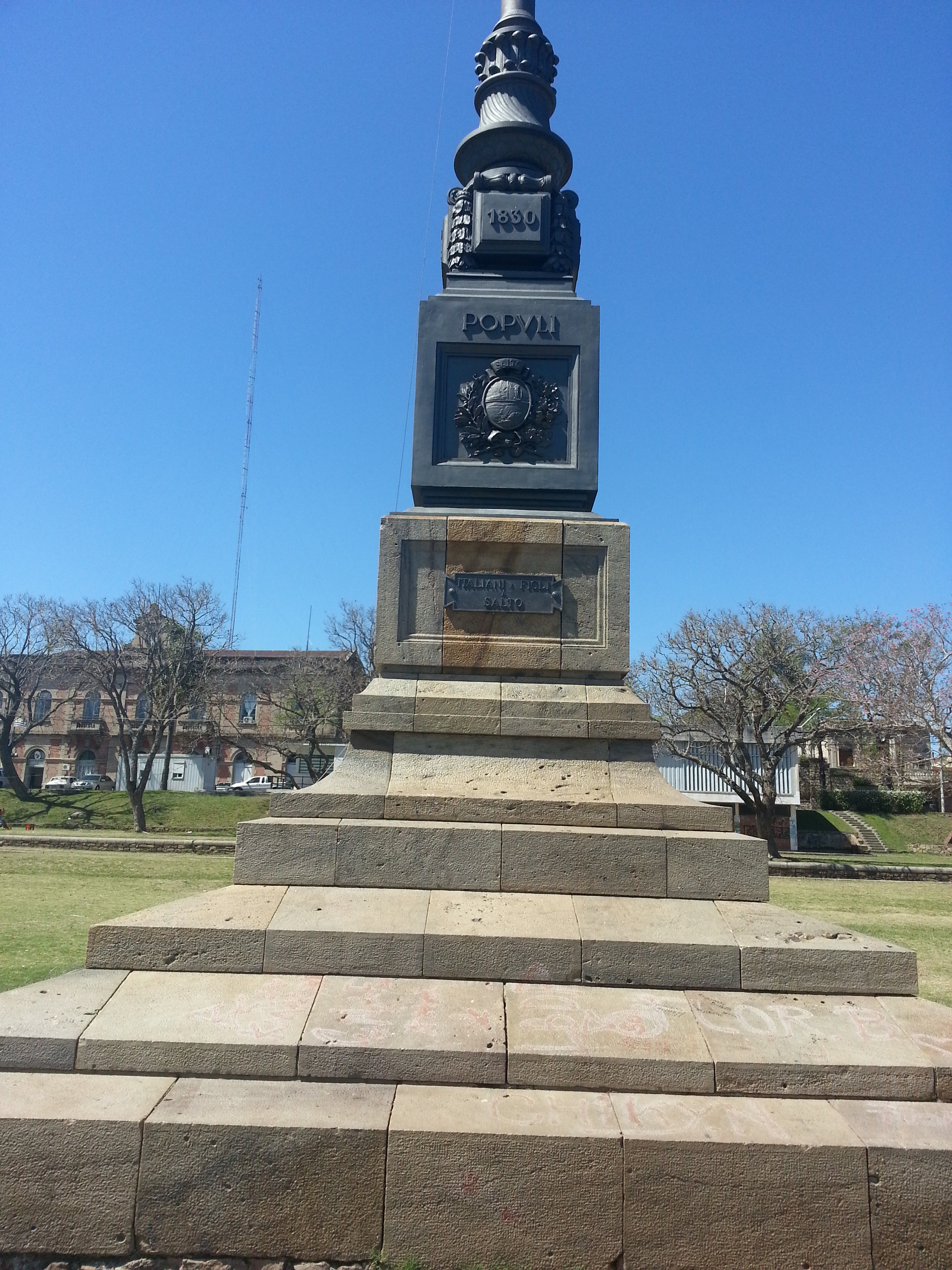
Ubicada en Salto, en Plaza Italia, en zona portuaria
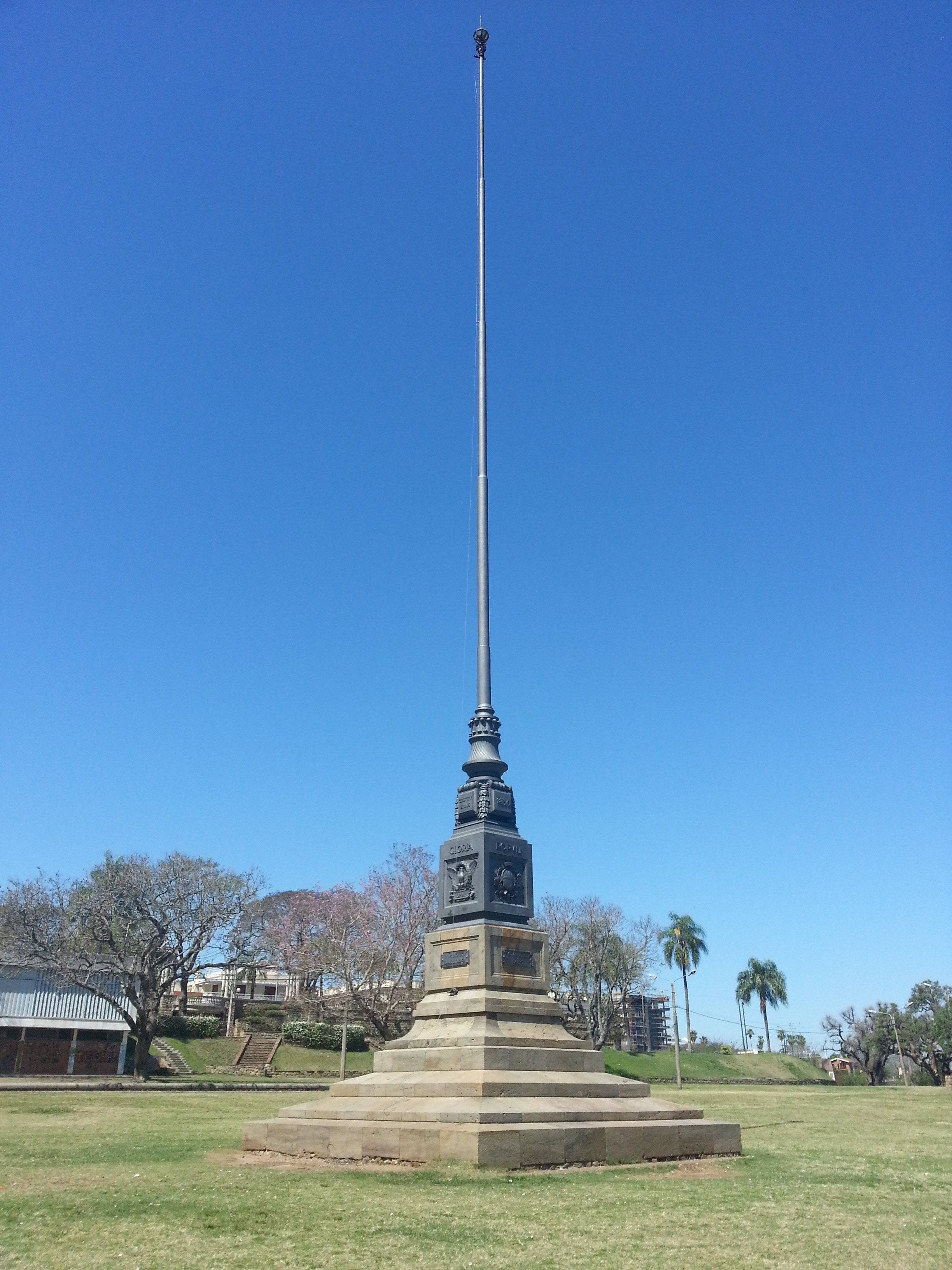
Ubicada en Salto, en Plaza Italia, en zona portuaria